# 2008–2009-es magyar férfi vízilabda-bajnokság (első osztály)
A 2008–2009-es magyar férfi vízilabda-bajnokság a százharmadik magyar vízilabda-bajnokság volt. A bajnokságban tizenkét csapat indult el, a csapatok két kört játszottak. Az alapszakasz után az 1-4. helyezettek play-off rendszerben játszottak a bajnoki címért, az 5-8. és a 9-12. helyezettek pedig az alapszakaszban szerzett bónuszpontok figyelembevételével egymás közt még két kört játszottak a végső helyezésekért. Ettől az évtől a győzelemért 3 pont jár.

## Alapszakasz
| #   | Csapat                               | M  | Gy | D | V  | G+  | G-  | P  |
| --- | ------------------------------------ | -- | -- | - | -- | --- | --- | -- |
| 1.  | TEVA-Vasas SC-Plaket                 | 22 | 21 | 1 | 0  | 282 | 141 | 64 |
| 2.  | Domino-Bp. Honvéd                    | 22 | 17 | 2 | 3  | 253 | 174 | 53 |
| 3.  | ZF-Egri VK                           | 22 | 17 | 0 | 5  | 271 | 164 | 51 |
| 4.  | Ferencvárosi TC-Aprilia-Fisher Klíma | 22 | 16 | 1 | 5  | 223 | 150 | 49 |
| 5.  | Szeged-Beton VE                      | 22 | 13 | 3 | 6  | 220 | 165 | 42 |
| 6.  | Pécsi Vízmű-Pécsi VSK-Fűszért        | 22 | 11 | 2 | 9  | 190 | 186 | 35 |
| 7.  | Uniqa-Újpesti TE                     | 22 | 8  | 3 | 11 | 223 | 225 | 27 |
| 8.  | BVSC-Atlantis Casino                 | 22 | 8  | 0 | 14 | 190 | 226 | 24 |
| 9.  | OSC-Opus Via                         | 22 | 4  | 2 | 16 | 162 | 261 | 14 |
| 10. | Szolnoki Főiskola VSC-Közgép         | 22 | 3  | 4 | 15 | 165 | 228 | 13 |
| 11. | Bodrogi Bau-Szentesi VK              | 22 | 2  | 2 | 18 | 148 | 286 | 8  |
| 12. | Androbau-Fehérvár Póló SE            | 22 | 1  | 2 | 19 | 141 | 262 | 5  |

* M: Mérkőzés Gy: Győzelem D: Döntetlen V: Vereség G+: Dobott gól G-: Kapott gól P: Pont

## Rájátszás

### 1–4. helyért
Elődöntő: TEVA-Vasas SC-Plaket–Ferencvárosi TC-Aprilia-Fisher Klíma 8–5, 13–7 és Domino-Bp. Honvéd–ZF-Egri VK 5–10, 7–10, 4–10
Döntő: TEVA-Vasas SC-Plaket–ZF-Egri VK 7–8, 10–9, 8–7, 10–8
3. helyért: Domino-Bp. Honvéd–Ferencvárosi TC-Aprilia-Fisher Klíma 11–6, 10–7

### 5–8. helyért
| #  | Csapat                        | M | Gy | D | V | G+ | G- | P  | BP |
| -- | ----------------------------- | - | -- | - | - | -- | -- | -- | -- |
| 5. | Szeged-Beton VE               | 6 | 6  | 0 | 0 | 68 | 46 | 30 | 12 |
| 6. | Uniqa-Újpesti TE              | 6 | 3  | 1 | 2 | 54 | 52 | 16 | 6  |
| 7. | Pécsi Vízmű-Pécsi VSK-Fűszért | 6 | 2  | 0 | 4 | 61 | 63 | 15 | 9  |
| 8. | BVSC-Atlantis Casino          | 6 | 0  | 1 | 5 | 54 | 76 | 4  | 3  |

### 9–12. helyért
| #   | Csapat                       | M | Gy | D | V | G+ | G- | P  | BP |
| --- | ---------------------------- | - | -- | - | - | -- | -- | -- | -- |
| 9.  | OSC-Opus Via                 | 6 | 3  | 2 | 1 | 66 | 54 | 23 | 12 |
| 10. | Szolnoki Főiskola VSC-Közgép | 6 | 4  | 0 | 2 | 52 | 48 | 21 | 9  |
| 11. | Bodrogi Bau-Szentesi VK      | 6 | 2  | 1 | 3 | 51 | 60 | 13 | 6  |
| 12. | Androbau-Fehérvár Póló SE    | 6 | 1  | 1 | 4 | 54 | 61 | 7  | 3  |

* M: Mérkőzés Gy: Győzelem D: Döntetlen V: Vereség G+: Dobott gól G-: Kapott gól P: Pont BP: Bónusz pont